# Биб Сити (Џорџија)
Биб Сити (Џорџија) (енгл. Bibb City) град је у америчкој савезној држави Џорџија. По попису становништва из 2010. у њему је живело . становника.

## Демографија
Према попису становништва из 2000. у граду је живело 510 становника.
| Група             | 2000.       | 2010.  |
| Белци             | 468 (91,8%) | . (.%) |
| Афроамериканци    | 22 (4,3%)   | . (.%) |
| Азијати           | 1 (0,2%)    | . (.%) |
| Хиспаноамериканци | 4 (0,8%)    | . (.%) |
| Укупно            | 510         | .      |